# Fusiones y adquisiciones
Las fusiones y adquisiciones de empresas, son transacciones sobre la propiedad y el control de empresas, sociedades u otras organizaciones. Las fusiones y adquisiciones permiten a las organizaciones aumentar y reducir su tamaño y cambiar su posición competitiva, por lo que son un aspecto de la estrategia corporativa.
La decisión de realizar una fusión o una adquisición es una decisión de tipo económico, específicamente consiste en una decisión de inversión, entendiéndose como tal, la asignación de recursos con la esperanza de obtener ingresos futuros que permitan recuperar los fondos invertidos y lograr un cierto beneficio. Por lo tanto una fusión o una adquisición será exitosa si el precio de compra es inferior al valor actual (VA) del flujo efectivo (FE) incremental asociado a la operación. Si esto es así, esta decisión de inversión crea valor para los accionistas y se puede considerar exitosa, de lo contrario se dice que destruye valor y es considerada como un fracaso.
- Fusión Pura: es la unión entre varias empresas para crear una nueva. La unión de fuerzas permitirá objetivos que por sí solas no podrían conseguir con la misma eficacia.

- Fusión por absorción: Una empresa compra a otra u otras, con el fin de entrar en un nuevo mercado o eliminar competencia.

## Tipos de compradores
Las fusiones están motivadas por diferentes objetivos que definen a dos distintos tipos de compradores:
- Compradores Estratégicos: Se denomina compradores estratégicos a aquellos que desarrollan sus actividades en una industria determinada y tratan de permanecer en ella y consolidarse en el mercado.
- Compradores Financieros o Capital de Inversión: Se caracterizan por adquirir una empresa con el objetivo de incrementar su valor y luego venderla a un precio superior. En este tipo de operación es fundamental, antes de realizar la compra, saber de qué forma se puede salir del negocio, siendo ésta, la principal diferencia con los compradores estratégicos.

Estos objetivos diferentes, tienen en común la necesidad de agregarle valor a la empresa adquirida. Las fusiones y adquisiciones son una buena idea cuando el valor de mercado de la empresa combinada es mayor que el valor de las dos sociedades independientemente consideradas, cuando el resultado es superior a la suma de las partes, se dice que se ha producido un efecto sinérgico. De la misma forma, todas las fusiones y combinaciones de empresas tienen un potencial para eliminar la competencia entre ellas creando así monopolios.

## Motivos

### Motivos que desarrollan valor
Si bien los objetivos primarios de los compradores financieros y estratégicos son distintos, ambos tienen en común la necesidad de agregarle valor a la empresa adquirida. Las formas que los compradores pueden agregar valor mediante la estrategia de las fusiones y adquisiciones son en esencia:
- Integración Horizontal: Se entiende como integración horizontal, la compra o fusión de una empresa con otra que compite en su mismo sector de actividad. El objetivo básico de buscar este tipo de integración, consiste en la búsqueda de economías en escala que permitan reducir el costo unitario medio. También se busca obtener mayor "poder de mercado", es decir, incrementar la capacidad de fijar un precio que capture una mayor porción del excedente del consumidor, al reducir el número de competidores existentes en una industria. Finalmente se utiliza para adquirir los recursos necesarios para ingresar a nuevas líneas de negocios o nuevos mercados. Aquí el término "recursos" debe ser entendido en un sentido amplio, incluyendo: marcas, competencias gerenciales, acceso a know how especializado, R&D, etc.

- Integración Vertical: Se define de esta forma a la adquisición de una compañía de su proveedor a efectos de producir sus propios insumos (integración hacia atrás) o de alguno de sus clientes para poder disponer de su propia producción (integración hacia delante).

- Diversificación geográfica: En este tipo de operación, lo que se busca es llegar a un mercado geográfico, donde la compañía adquiriente no posee operaciones. De esta forma, se cubre un sector del mercado que, si la empresa decidiera cubrirlo llegando por sí misma, demandaría un proceso más costoso y más prolongado en el tiempo. Este tipo de M&A es un caso especial de Integración Horizontal.

- Ventas Cruzadas: Ocurre cuando una empresa adquiere a otro que comercializa productos complementarios y se intenta vender los productos de una empresa a los clientes de la otra y viceversa.
- Eliminación de ineficiencias: En este caso lo que se busca es la adquisición de una empresa que se supone no está generando todo el valor que su potencial le permite por ineficiencias en su personal directivo. De esta forma, la adquisición de estas empresas es lógicamente el blanco de otras que mantienen una mejor gerencia.
- Diversificación de producto y/o mercados: Con la compra o fusión de empresas no relacionadas entre ellas se consiguen varios beneficios; reducir la exposición a un único mercado, ya sea de producto o geográfico, la empresa reduce su dependencia de los anteriores consiguiendo una distribución de los ingresos mejores que a su vez tranquiliza a sus inversores y logra atraer más capital hacia ella.

### Razones discutibles
Existen algunas razones discutibles a la hora de justificar la racionalidad económica de una compra o fusión empresaria. Entre ellas se encuentran:
- Diversificación: ocurren cuando las firmas que intervienen funcionan en diversas industrias.
- Motivaciones de los directivos.
- Efecto sobre los beneficios por acción.
- Sinergia Financiera.
- Gangas.

## Fracaso de las fusiones y adquisiciones
La consultora McKinsey estudió 115 grandes adquisiciones de comienzos de los noventa a nivel mundial, y encontró que entre los tres y cinco años siguientes, el 60% fallaba en producir retornos superiores al costo del capital requerido para financiar las compras y sólo el 23% eran exitosas.
Dado este pobre resultado, es importante conocer el porqué del tan frecuente fracaso de las fusiones, adquisiciones e inversiones. Las principales razones de estos fracasos son:
- Problemas de integración cultural entre las compañías participantes.
- Sobreestimación de las sinergias.
- Precio excesivo.
- Incorrecta definición de los objetivos económicos y/o financieros perseguidos con la operación.
- Influencias gubernamentales.